# Гай, Жасмин
Жасми́н Гай (англ. Jasmine Guy; 13 марта 1962 года, Бостон, Массачусетс) — американская актриса, певица, танцовщица, телевизионный режиссёр и кинопродюсер. Известна по ролям Уитли Гилберт в ситкоме «Другой мир» (1987—1993). Лауреат премий «NAACP Image Award» (1990, 1991, 1992, 1993, 1994, 1995).

## Биография
Жасмин Гай родилась 13 марта 1962 года в Бостоне (штат Массачусетс, США) в семье португалки Джей Рудольф (род.1930) и афроамериканца Уильяма Гая (род.1928).

## Карьера
В 1987—1993 годах снималась в телесериале «Другой мир», где играла главную роль Уитли Гилберт. Во время съёмок телесериала в 1990 году записала свой первый музыкальный альбом. В 2006 году рассказала, что думает о записи второго альбома.
С 2000-го по 2001-й год Жасмин Гай работала в двух мюзиклах «Чикаго» в Нью-Йорке и Лас-Вегасе.
В 2009 году сыграла в популярном американском телесериале «Дневники вампира» роль Шейлы Беннетт, бабушки одной из главных героинь сериала Бонни Беннетт (Кэт Грэм). Её героиня просуществовала 14 эпизодов, в конце 14 серии Шейла Беннет скончалась, но позже её героиня множество раз появляется во флешбеках.

## Личная жизнь
В 1998—2008 годы Жасмин была замужем за Терренсом Дакеттом. У бывших супругов есть дочь — Имани Дакетт (род.28.03.1999).
Жасмин дружит с Джадой Пинкетт-Смит, О. Джеем Симпсоном и Кадимом Хардисоном. Она также была близким другом убитого рэпера Тупака.

## Избранная фильмография
| Год       |    | Русское название                          | Оригинальное название                        | Роль                      |
| --------- | -- | ----------------------------------------- | -------------------------------------------- | ------------------------- |
| 1982      | с  | Слава                                     | Fame                                         | известная танцовщица      |
| 1987—1993 | с  | Другой мир                                | A Different World                            | Уитли Гилберт             |
| 1989      | ф  | Ночи Гарлема                              | Harlem Nights                                | Доминик Ла Рю             |
| 1991      | с  | Принц из Беверли-Хиллз                    | The Fresh Prince of Bel-Air                  | Кейла Самуэльс            |
| 1995      | с  | Мелроуз-Плейс                             | Melrose Place                                | Кейтлин Миллс             |
| 1995      | с  | Полиция Нью-Йорка                         | NYPD Blue                                    | ЛаВонна Раннелс           |
| 1995—1997 | с  | Прикосновение ангела                      | Touched by an Angel                          | Кэтлин                    |
| 1996      | с  | За гранью возможного                      | The Outer Limits                             | Капитан Тери Вашингтон    |
| 1996      | с  | Лоис и Кларк: Новые приключения Супермена | Lois & Clark: The New Adventures of Superman | Анджела Уинтерс           |
| 1997      | мф | Коты не танцуют                           | Cats Don’t Dance                             | Сойер                     |
| 2002      | с  | Паркеры                                   | The Parkers                                  | Делайла                   |
| 2003—2004 | с  | Мёртвые, как я                            | Dead Like Me                                 | Рокси Харви               |
| 2009      | ф  | Мёртвые, как я: Жизнь после смерти        | Dead like Me: Life After Death               | Рокси Харви               |
| 2009—2017 | с  | Дневники вампира                          | The Vampire Diaries                          | Шейла Беннетт             |
| 2010      | в  | Братство танца: Возвращение домой         | Stomp the Yard: Homecoming                   | Дженис                    |
| 2010      | с  | До смерти красива                         | Drop Dead Diva                               | Судья Нора Дэниелс        |
| 2013      | ф  | Очень страшное кино 5                     | Scary Movie 5                                | Миссис Брукс, мать Кендры |
| 2014—2015 | с  | Если любить тебя неправильно              | If Loving You Is Wrong                       | Матталин                  |
| 2016—2017 | с  | Кей Си. Под прикрытием                    | K.C. Undercover                              | Эрика Мартин              |
| 2017—2018 | с  | Суеверие                                  | Superstition                                 | тётя Нэнси                |